# مسجد شاهي شجاع
مسجد شاهي شجاع تقع المسجد في مغولتولي على ضفة نهر غومتي القديم في بلدة كوميلا .

## البناء
لا يوجد أي نقش يمكن أن توفر المعلومات حول بناء مسجد شاهي شجاع، وفقا للأساطير فان شاهي شجاع صبحدارالبنغال (1639 - 1660) بنى المسجد في ذكرى انتصاره في تريبورا.

## العمارة
المسجد مستطيل الشكل يبلغ مساخته 17.68 متر في الطول وحوالي 8.53 متر في العرض، وتبلغ سماكة جدران الميجد من خارج حوالي 1.75 متر، وهناك أبراج الزاويا ذات الشكل المثمن والتي تنتشر في جميع زوايا المسجد الأربع، للمسجد خمسة قناطر ثلاثة منها في الجدار الشرقي وواحد في كل من الجانبين الشمالي والجنوبي، زين جانبي القناطر مع وضهعا داخل لوحة من الزخرفة، وهناك ثلاثة محاريب مقابلة للقناطر الثلاث في الجدار الشرقي، المحراب المركزي هو الأكبر من تلك التي بجانبيه، وهو أيضا أكثرهم جاذبية مع زخارف نباتية وهندسية، اثنين من الأقواس الجانبية تقسم المسجد داخليا إلى ثلاثة أقسام، القسم المركزي يتجه للخارجي نحو الشرق والغرب، و في هذا القسم هناك أربعة أبراج، للمسجد ثلاث قباب دائرية تغطي سطح المسجد، القبة الوسطى هي أكبر القبب، وقد تم تجديد المسجد عدة مرات، وهناك نقش من الحجر يقول أن الحاج امام الدين شيد شرفة مسقوفة قياسها 7.32 متر في عام 1882، وقد مددت في وقت لاحق، وأضيف للمسجد مئذنتان على الجانبين.

## وصلات خارجية
- عن المسجد
- صور المسجد